# Trichacis denudata
Trichacis denudata är en stekelart som beskrevs av Peter Neerup Buhl 2001. Trichacis denudata ingår i släktet Trichacis och familjen gallmyggesteklar. Inga underarter finns listade i Catalogue of Life.